# Alexander Eder
Alexander Eder (ur. 19 listopada 1998) – austriacki piosenkarz i tekściarz. Rozgłos zyskał dzięki udziałowi w ósmej edycji programu rozrywkowego The Voice of Germany (2019). Wydał dwa albumy studyjne: Schlagzeilen (2020) i Ganz normal (2023), z którymi dotarł do pierwszej „dziesiątki” na austriackiej liście sprzedaży.

## Dyskografia
Albumy studyjne
- Schlagzeilen (2020)
- Ganz normal (2023)